# Palazzo Guadagni
Palazzo Guadagni, noto anche come Dei e Dufour Berte,  è un edificio storico del centro di Firenze, situato in piazza Santo Spirito 9-10, angolo via Mazzetta 10 e borgo Tegolaio 24. 
Tra i palazzi rinascimentali più importanti della città, spicca con la sua mole tra le numerose case quattrocentesche che circondano la piazza. Le forme, prestigiose ma tuttavia domestiche e prive di sfarzi, hanno fatto da modello a tanti edifici fiorentini. Il palazzo appare nell'elenco redatto nel 1901 dalla Direzione Generale delle Antichità e Belle Arti, quale edificio monumentale da considerare patrimonio artistico nazionale, ed è tutelato da vincolo architettonico dal 1933.

## Storia

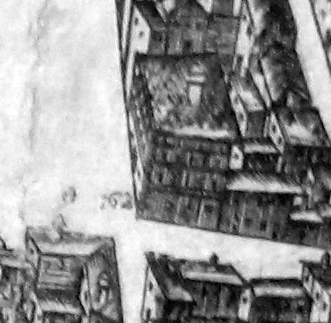
Palazzo Dei nella pianta del Buonsignori (1584)

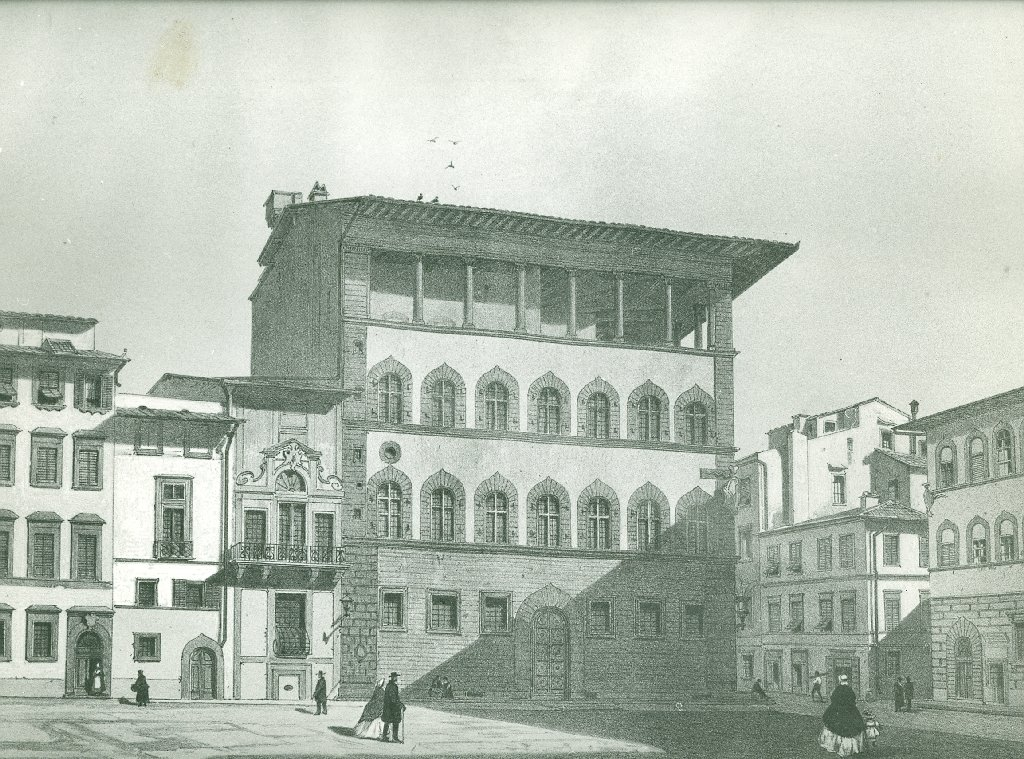
Il palazzo nell'illutrazione di André Durand, 1860-1863

Il palazzo, costruito ai primi del Cinquecento (dal 1502 al 1506 circa) per il ricco mercante di seta Rinieri di Bernardo Dei su case e terreni della stessa famiglia, rimase in possesso del casato fino alla sua estinzione, nel 1683, quando, donato ai Buonomini di San Martino (che erano tenuti a monetizzarlo come da loro proprie regole dettate da sant'Antonino Pierozzi), fu poi acquistato da Donato Maria Guadagni nel 1684. Questa nuova famiglia promosse vari interventi finalizzati ad ammodernare la struttura e, in particolare, affidò a Giovanni Battista Foggini il compito di creare una biblioteca nella casa limitrofa, pertinenza della proprietà e posta in comunicazione interna con questa (al numero civico 9). 
Dai Guadagni l'intera proprietà passò per via ereditaria nel 1837 ai Dufour Berte (dai quali, secondo la testimonianza di Angiolo Pucci che scrive attorno al 1930 "fu acquistato da un ramo della famiglia Della Gherardesca che ancora lo possiede"). La ricchissima collezione di opere d'arte sistemata in questi anni nei suoi interni (con circa 200 opere di scuola fiorentina, veneta e straniera) è restituita dal dettagliato elenco fattone da Federico Fantozzi nella sua guida del 1842, ma in seguito è andata dispersa. I Dufour Berte, tuttavia, abitarono il palazzo solo saltuariamente, affittandolo a varie personalità, tra le quali si ricordano James Jackson Jarves, Urbano Rattazzi, Valfredo della Gherardesca e sua moglie Margherita Ruspoli. 

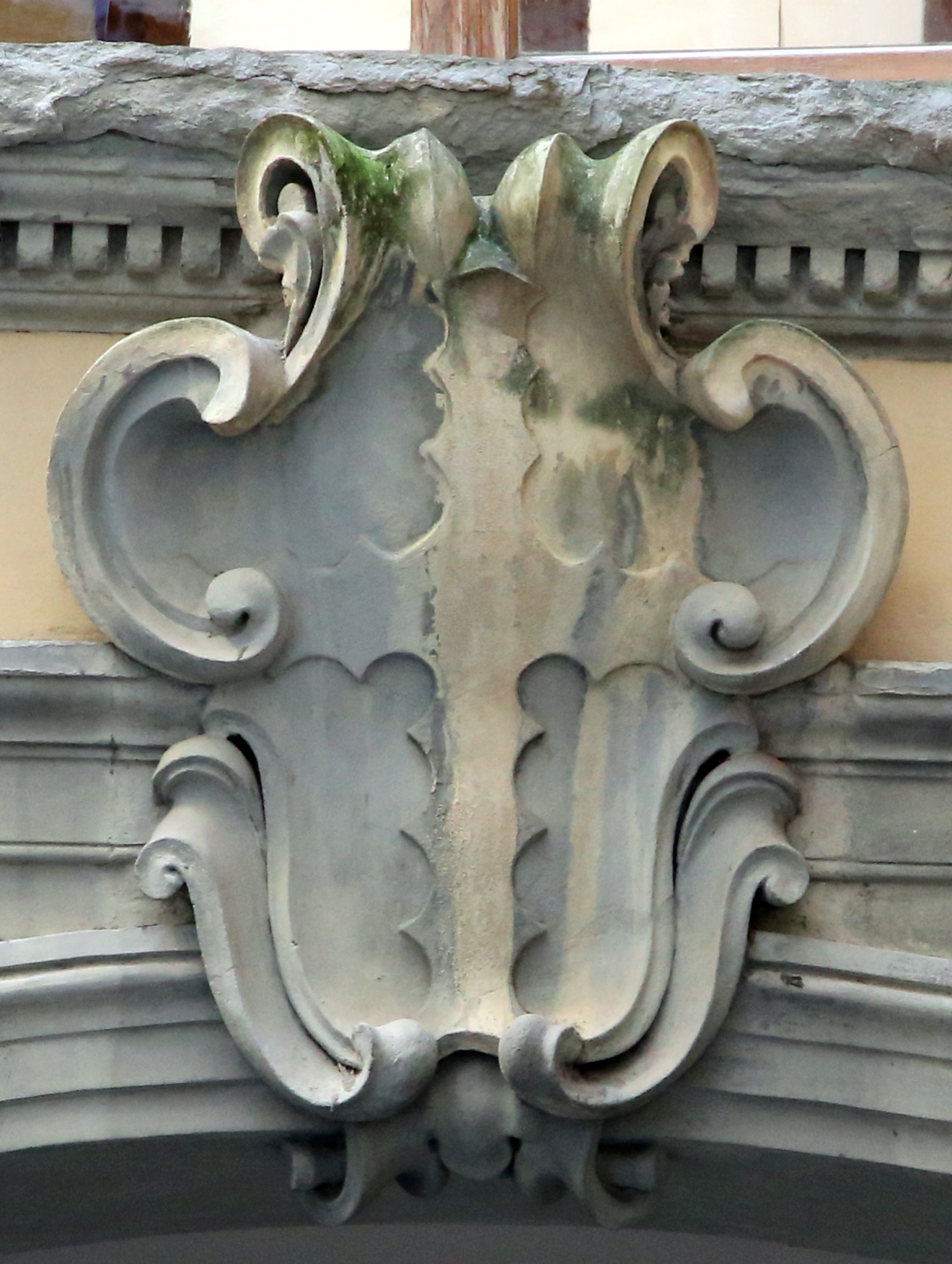
Stemma Guadagni nel cortile

Dal 1912 al 1964 il secondo piano fu occupato dal Kunsthistorisches Institut in Florenz, prima del suo trasferimento nell'attuale sede di via Giuseppe Giusti. 
Nel corso del tempo, pur subendo alcuni rimaneggiamenti nel Seicento (in particolare visibili nella corte) e poi a metà dell'Ottocento (dopo il 1845, ad opera di Giuseppe Poggi che tra l'altro rinnovò lo scalone e provvide a un diverso accesso per le carrozze alle nuove scuderie, e ancora nel 1862-1870), il palazzo è riuscito a conservare la sua originaria configurazione rinascimentale e a mantenere, nell'ambito dell'architettura cittadina, un ruolo di assoluta preminenza, imponendosi quale modello per molti altri palazzi eretti dai ceti dirigenti nei periodi successivi. 
Attribuito, in mancanza di una documentazione certa, ora a Baccio d'Agnolo ora, con maggiore attendibilità, a Simone del Pollaiolo detto il Cronaca, l'edificio è testimonianza di "una misura tutta fiorentina", nella quale decoro e dignità si esprimono appieno pur senza fare ricorso a sfarzo e a decori superflui. 
Le facciate sono state interessate da un restauro nel 1932 e quindi nel 1969-1972, quest'ultimo realizzato su progetto dell'architetto Andrea Branzi per Archizoom Associati e premiato dalla Fondazione Giulio Marchi. Un ulteriore intervento alla facciata e al suo apparato lapideo, ampiamente documentato sul "Bollettino Ingegneri", data al 1991- 1993. Nel dicembre del 2008 è stato effettuato un intervento di manutenzione straordinaria alle coperture. Al piano terreno, con ingresso da via Mazzetta 10, il palazzo ha ospitato dal 1914 al 2015 la biblioteca comunale Pietro Thouar, ora trasferitasi nel complesso delle Leopoldine in piazza Tasso. In seguito quella porzione di palazzo è divenuta sede del centro studi Accent Global Learning, mentre ai piani superiori ha sede una struttura ricettiva, che ha organizzato un vivave bar-ristorante sulla terrazza.

## Descrizione

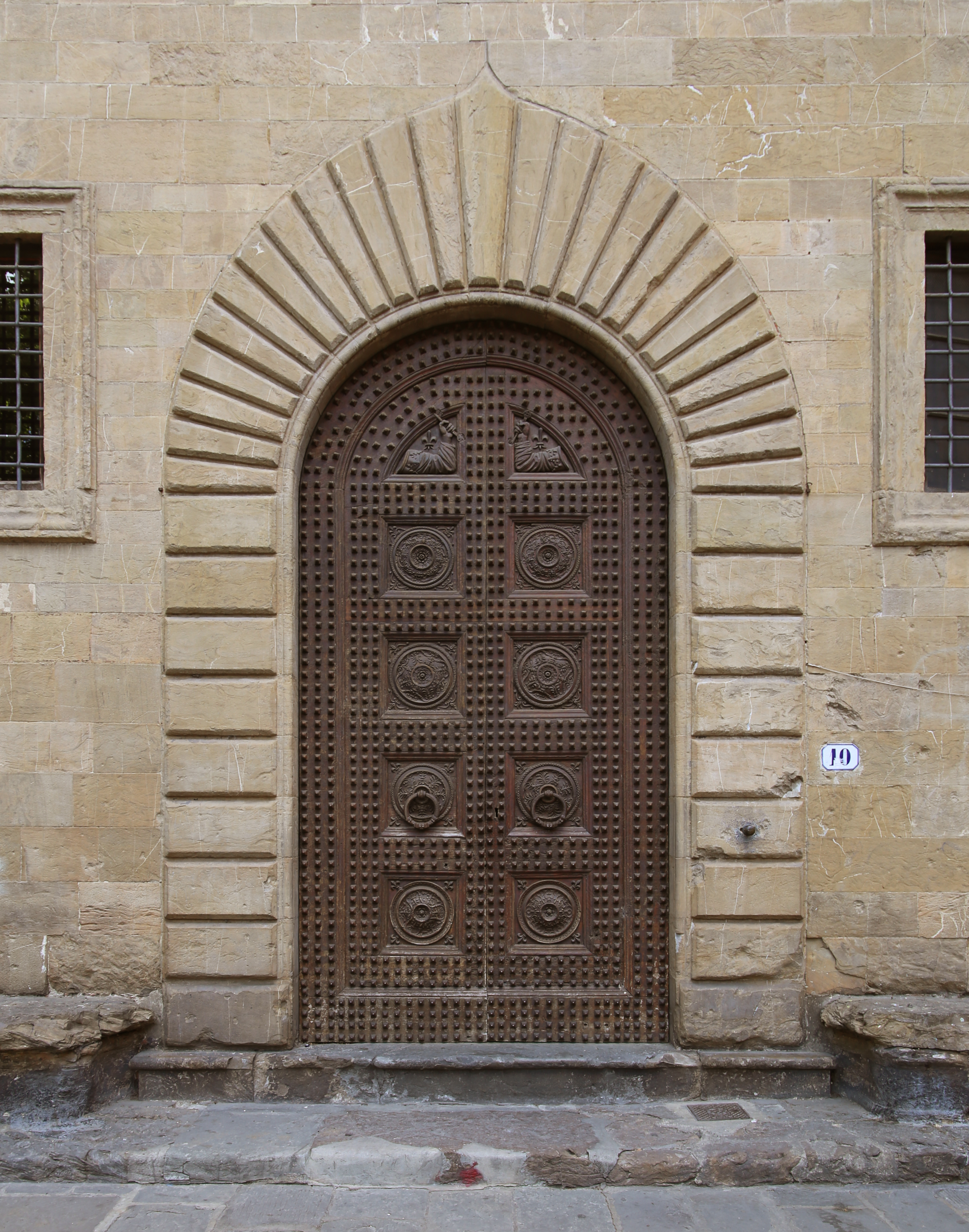
Il portale su piazza Santo Spirito

### Esterno
La facciata del palazzo è un modello di equilibrio e misura: al piano terreno, dove si sviluppa su ambedue i lati la tradizionale panca di via, è un paramento murario liscio in pietra forte marcato da robuste pilastrate angolari a bugnato e da un portone centinato incorniciato da bugne e finestre quadre. Al primo e al secondo piano sono finestre centinate con bugne in rilievo e piatte. All'ultimo piano si sviluppa il grandioso loggiato a colonne architravate coronato da un'ampia gronda sporgente. 
Un ulteriore elemento di pregio del palazzo era l'estesa decorazione a graffito, indicata dalla letteratura come opera giovanile di Andrea del Sarto, già pesantemente restaurata negli anni degli interventi di Giuseppe Poggi e andata completamente distrutta durante un più recente intervento di restauro alla facciata nel 1968. 
Da segnalare la lumiera posta sulla cantonata e l'anello per cavallo su via Mazzetta, riconducibili all'arte del Caparra (autore dei ferri di palazzo Strozzi) e i due portoni in legno scolpito. Quello sulla piazza è cinquecentesco, borchiato e intagliato con una doppia serie di rosoni e, nelle mezze lune in alto, con l'arme dei Dei. Le chiavi pontificie nella parte alta sono uno degli emblemi della famiglia Dei, a ricordo di privilegi papali concessi alla casata nel XV secolo. La cancellata in ferro è coeva e reca un altro emblema familiare degli Dei, i gigli.
La facciata sulla piazza ha un analogo svolgimento su via Mazzetta; il retro su borgo Tegolaio, con i suoi dodici assi per quattro piani, mostra anche qui il fasto che la fabbrica conobbe con la proprietà Dufour Berte attorno alla metà del secolo, quando fu interessata dai lavori di Giuseppe Poggi, che interessarono in particolare questo affaccio, di pretto gusto ottocentesco. Al centro è un grande scudo in ghisa con uno stemma partito che comprende l'arme dei Guadagni (alla croce spinata) e dei Dufour Berte (troncato: nel 1° al grifone nascente dalla partizione e tenente una stella a sei punte, nel 2° scaccato).

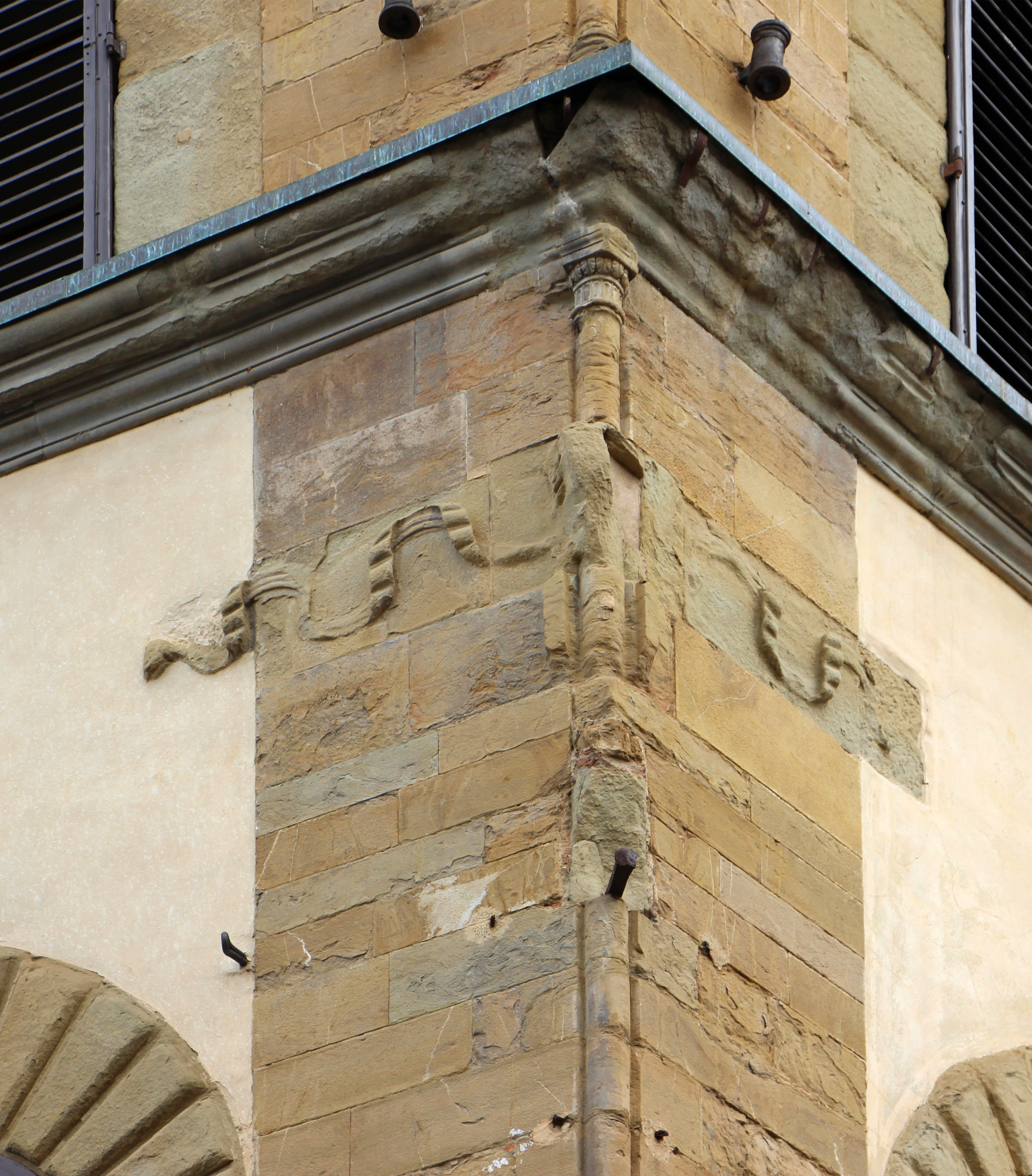
Nastri sulla cantonata dove doveva esistere uno stemma Dei rinascimentale
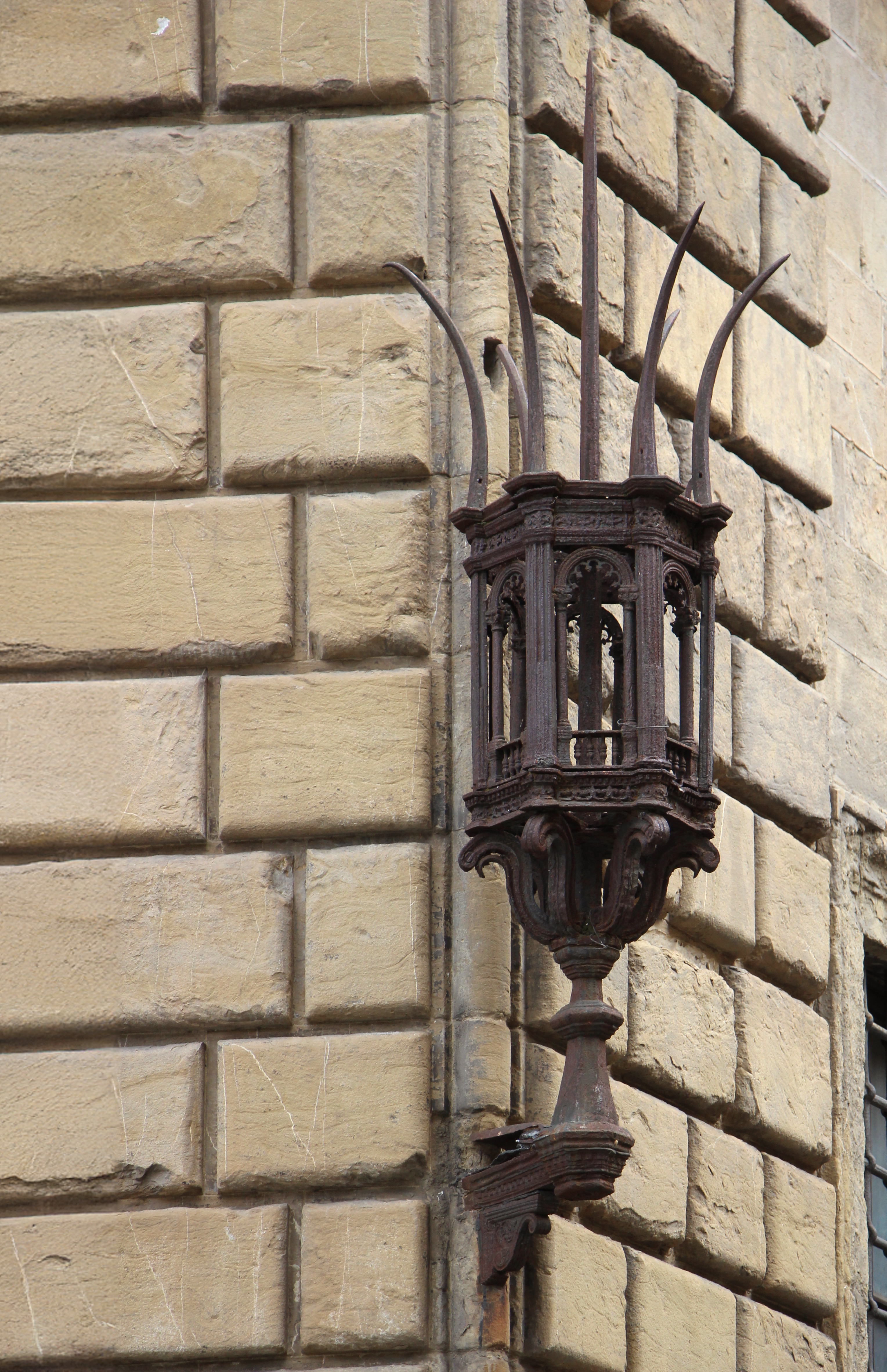
Lampada attribuita al Caparra
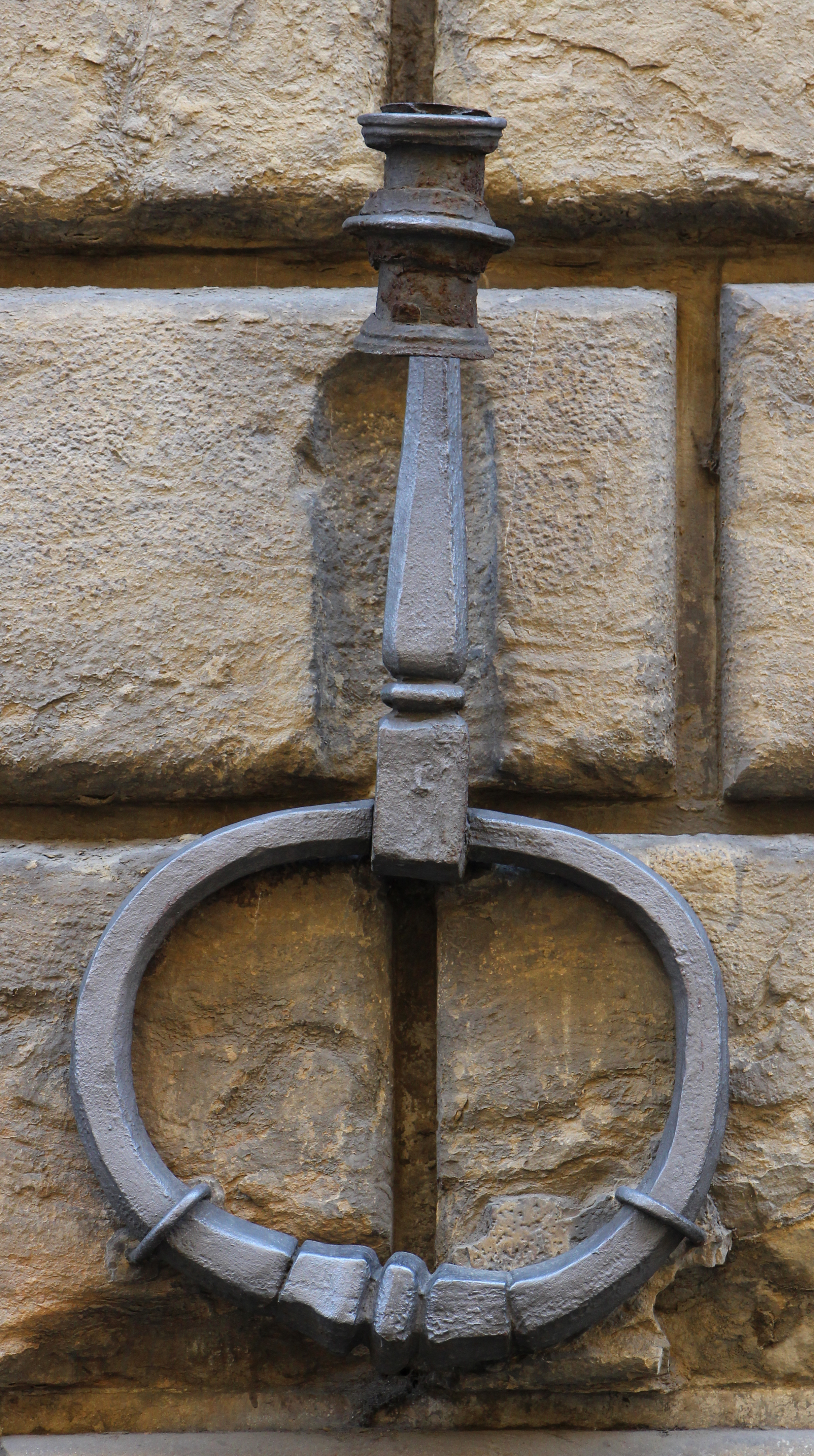
Ferro da cavallo in via Mazzetta
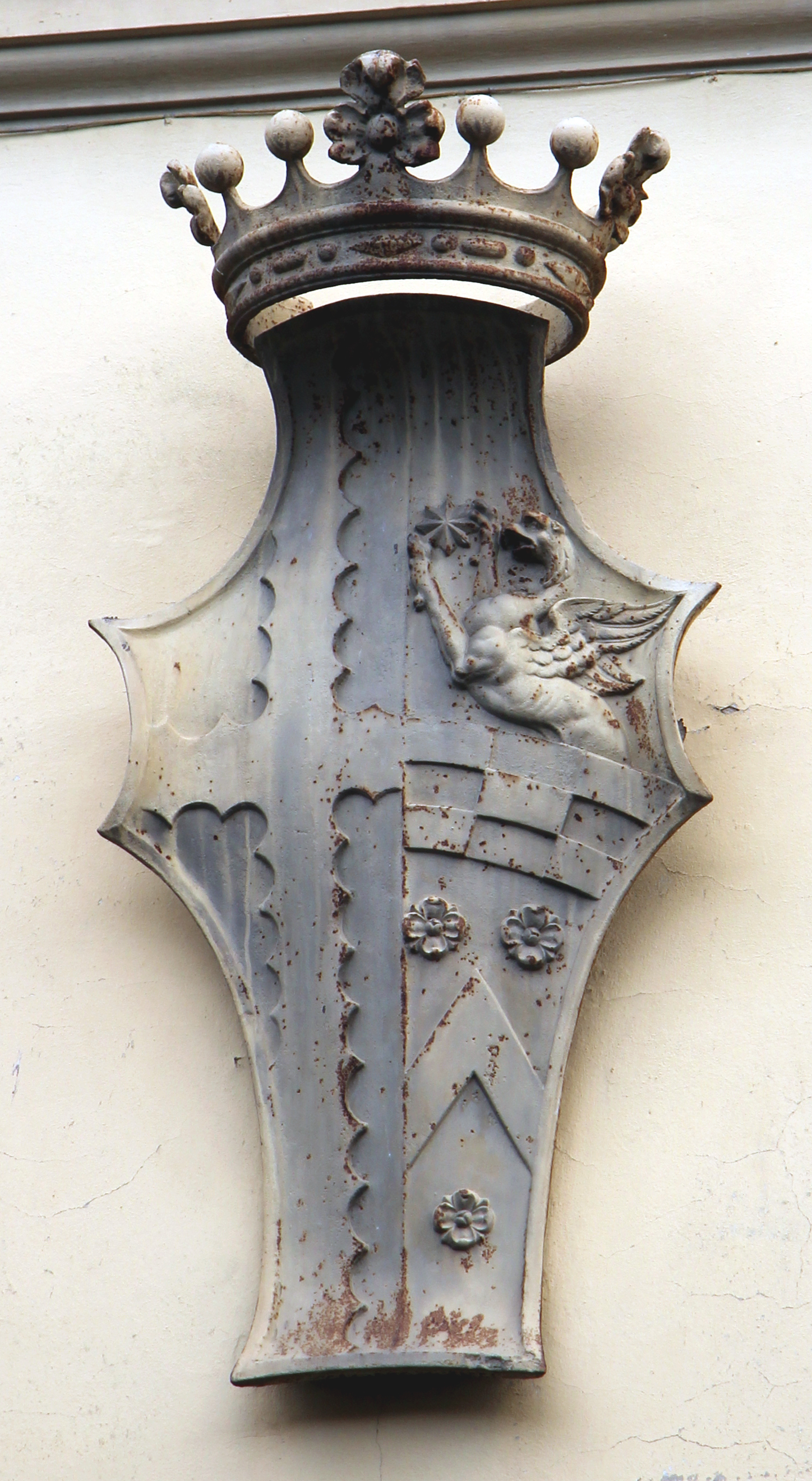
Stemma Guadagni-Dufour Berte sulla piazza
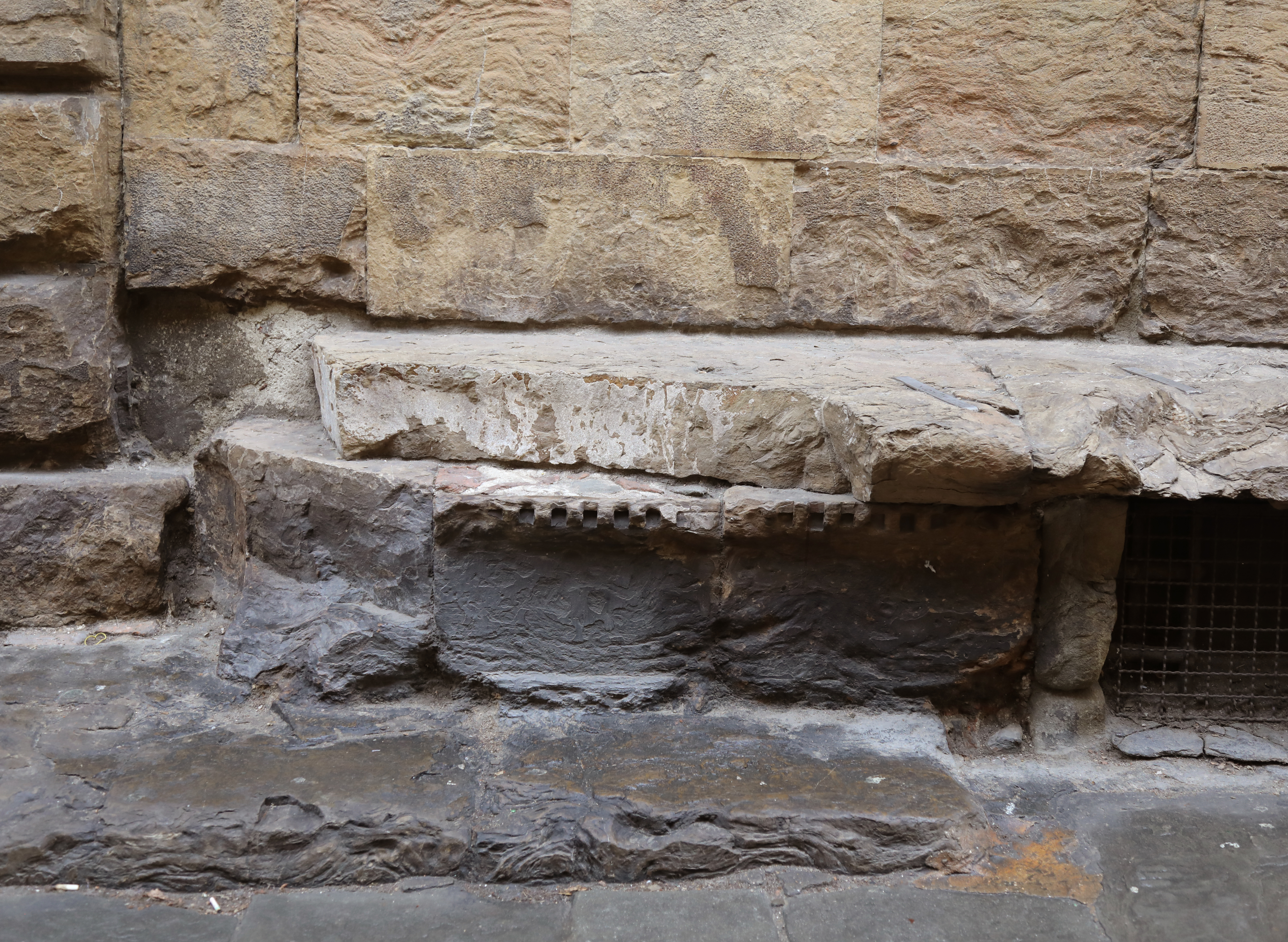
La panca di via, dotata di dentelli lungo la base

### Cortile

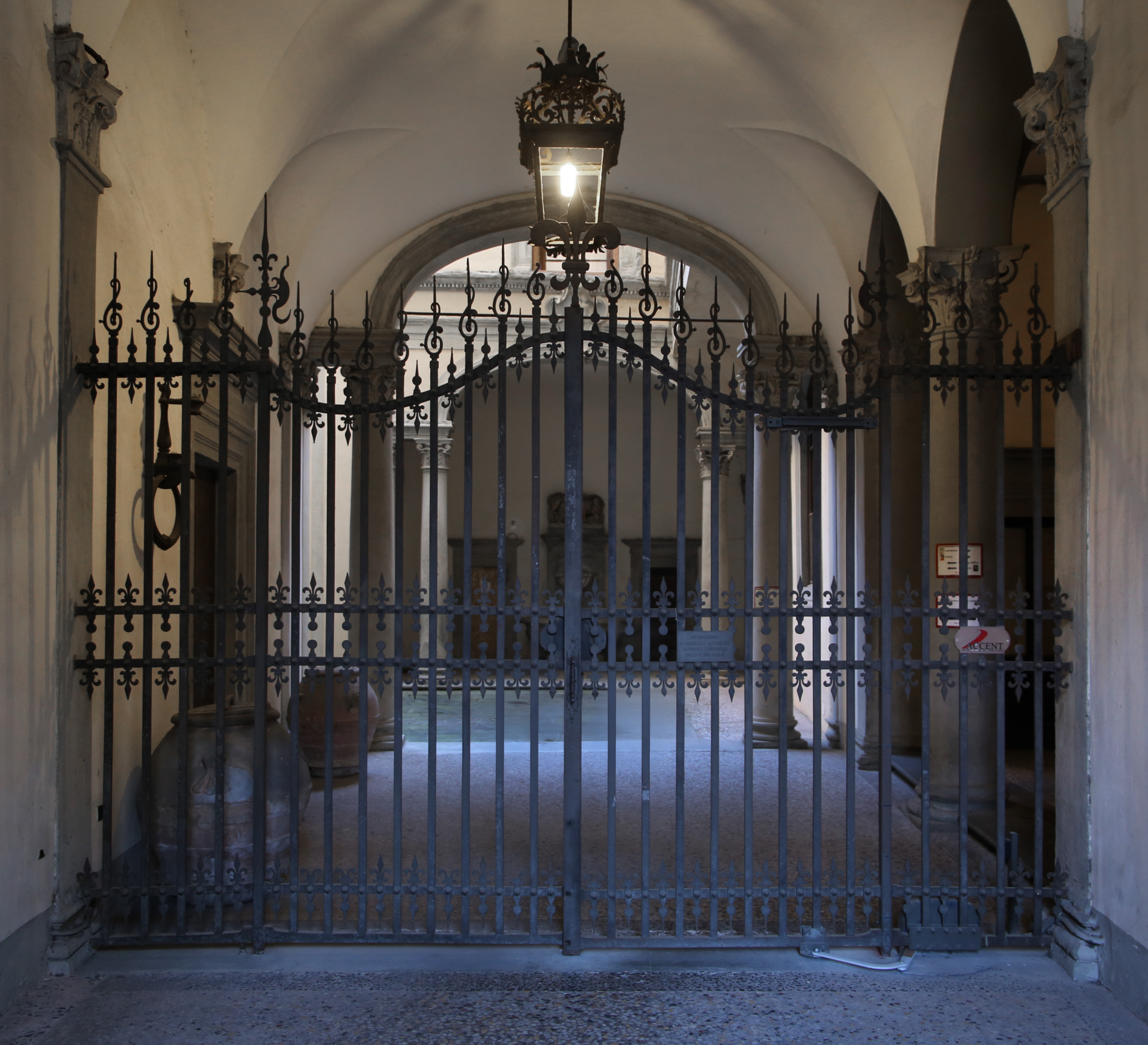
Cortile

Il cortile, accessibile tramite un androne con volta unghiata su lesene e colonne peducci e capitelli rinascimentali, ha una forma insolita dovuta ai successivi rimaneggiamenti. Vi si notano i resti di una loggia tamponata, con capitelli raffinatamente decorati da delfini, volute e conchiglie. Due arcate maggiori, sui lati in asse con l'entrata principale, sono ribassate (in stile barocco), poggianti però su colonne rinascimentali. Oltre l'arco del lato est, sormontato da un monumentale stemma Guadagni, si trova un vano gemello all'androne, dove si trova una fontana a muro con una vasca a valva di conchiglia sormontata da un'edicola con un altorilievo con divinità marine, felini e un liocorno, simbolo araldico dei Guadagni, tra decorazioni a pietre spugnose. Una lapide sotto la vasca ricorda come l'acqua, per concessione granducale, vi arrivi direttamente dal giardino di Boboli. Sul cortile si affacciano finestre architravate, sottolineate da cornici marcapiano, tra cui una, quella inferiore, decorata da dentelli.

### Casa Guadagni
Al n. 9 della piazza è accostata al palazzo una casa di pertinenza che, sul fronte, non presenta elementi di particolare pregio, visto l'intervento promosso dai Dufour Berte (presumibilmente databile al periodo del cantiere ottocentesco diretto da Giuseppe Poggi sul palazzo) che ne ha riconfigurato il disegno, sopraelevandolo di due piani e portandolo alla stessa altezza della proprietà principale. In una nota immagine di questo lato della piazza dovuta ad André Durand, precedente all'intervento, la casa mostra al primo piano una serliana larga quanto il fronte e fornita di balcone, chiusa come consuetudine da un timpano triangolare sormontato da uno stemma: si trattava dell'affaccio della sala della biblioteca, realizzata su incarico dei Guadagni da Giovanni Battista Foggini. 
Nell'interno, dopo il breve androne, è di assoluto rilievo la scala che si sviluppa a sinistra, con un avvio in pietra serena con pilastrini arricchiti da candelabre e capitelli di bella fattura, indicata dalla letteratura come scala originale cinquecentesca del palazzo. Gli altri elementi sono invece tutti riconducibili a trasformazioni ottocentesche. Sul fronte, al centro, è uno scudo con uno stemma partito che comprende l'arme dei Guadagni e dei Dufour Berte.

## Note

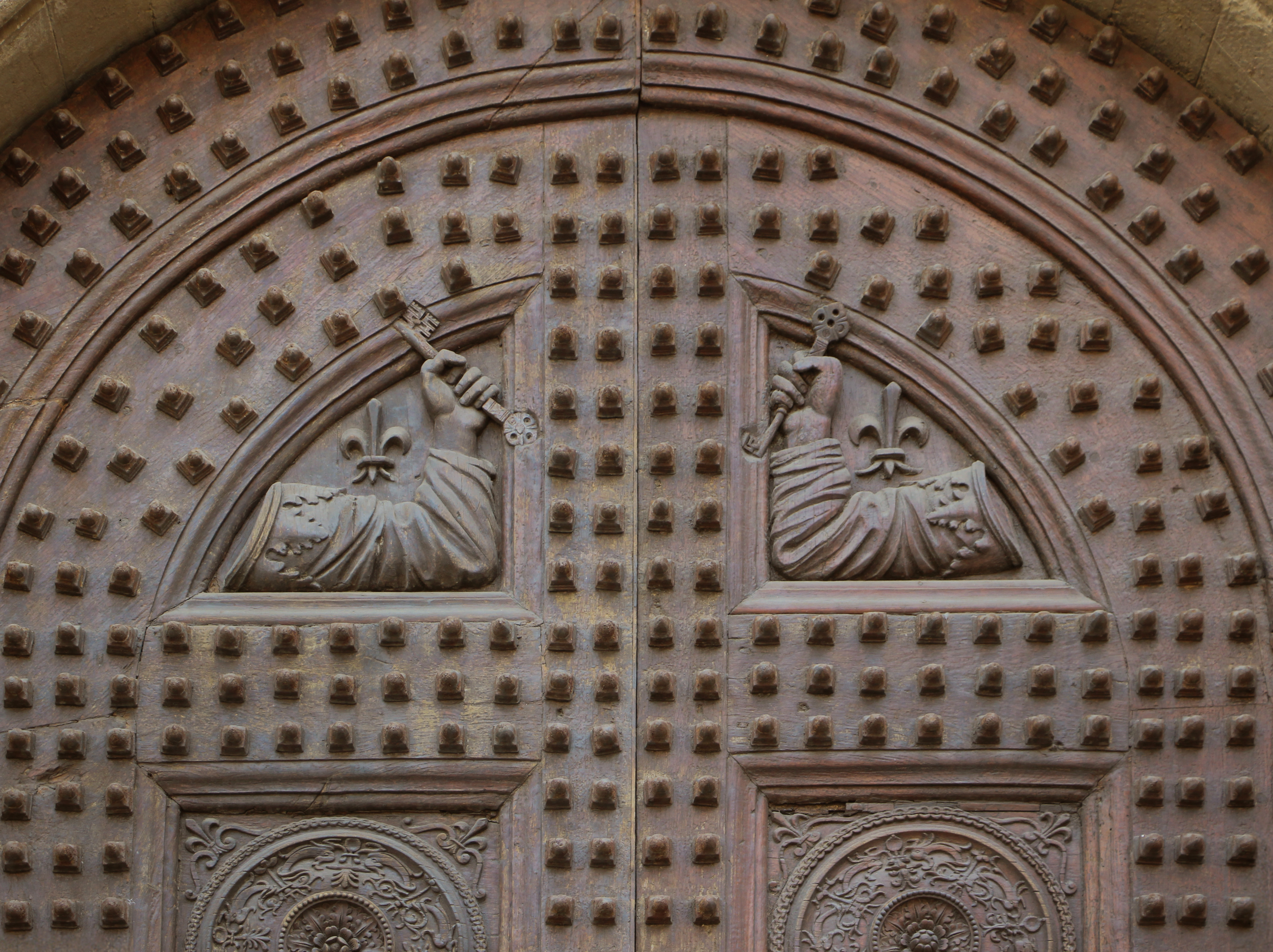
Parte superiore del portone principale con emblemi della famiglia Dei

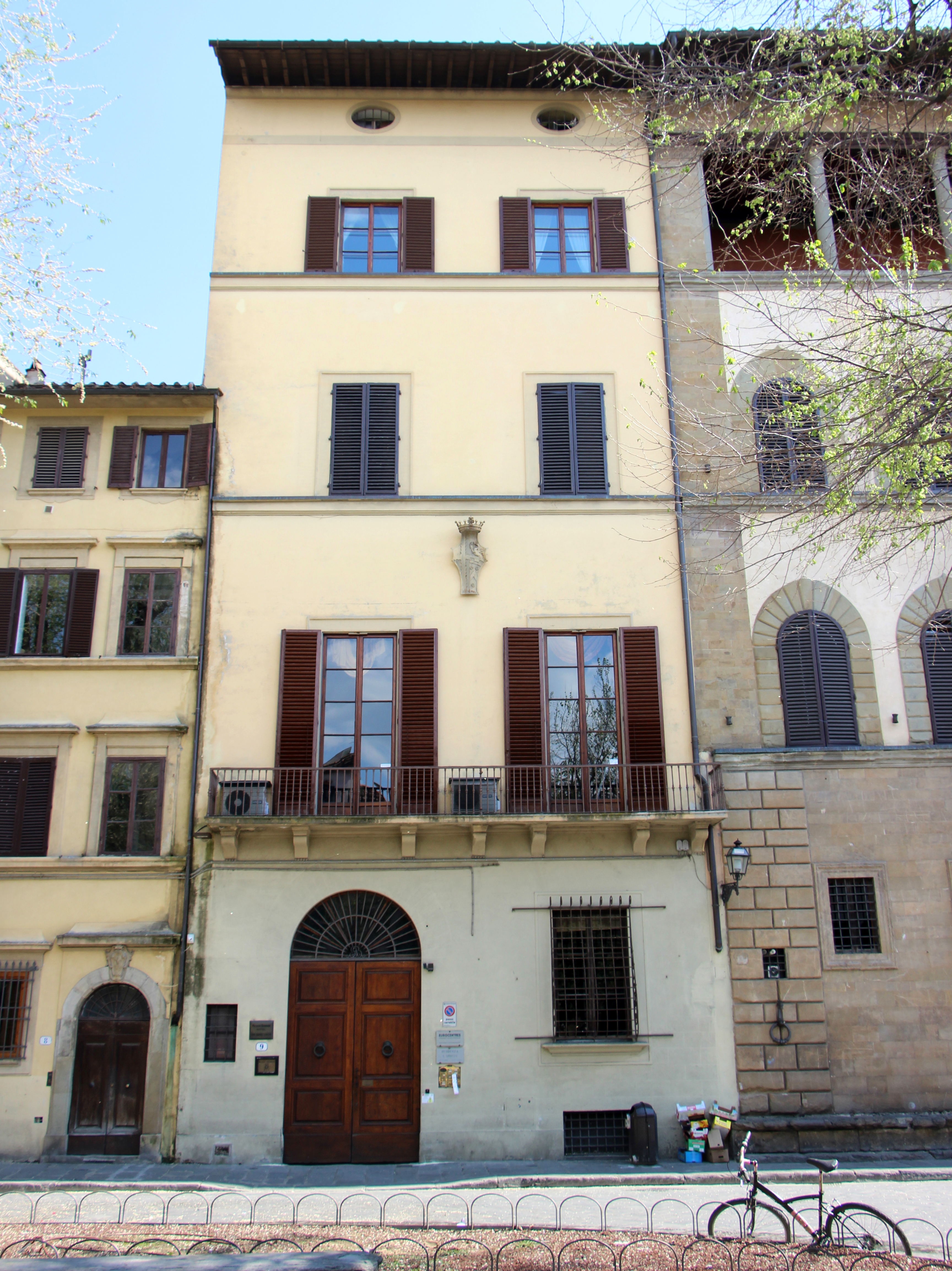
La casa Guadagni

## Bibliografia

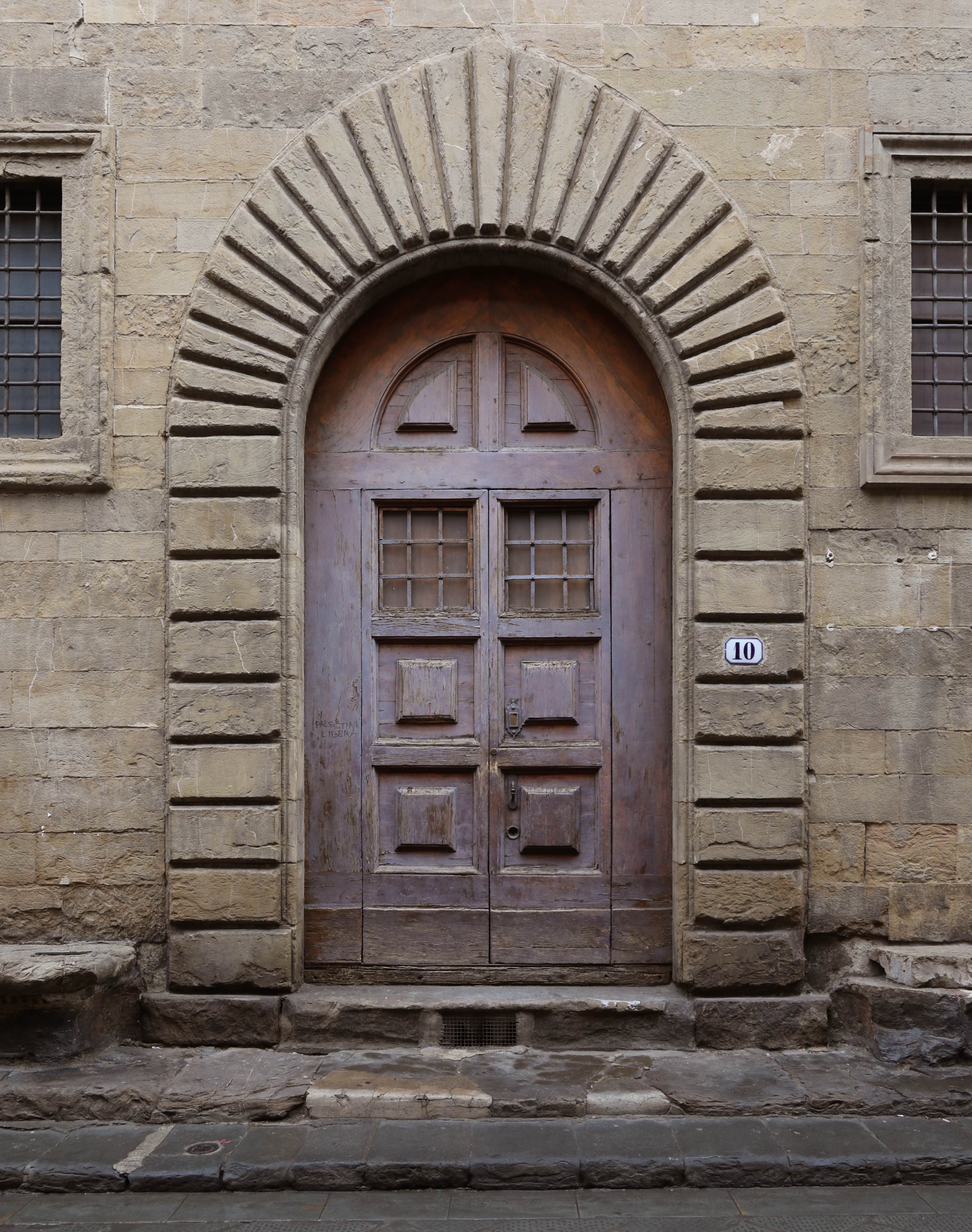
Portale su via Mazzetta